# Еюп Султан джамия
Еюп Султан джамия (на турски: Eyüp Sultan Camii) е първият мюсюлмански храм на османските султани, издигнат в Константинопол и разположен в района Еюп на Истанбул, Турция.
Джамията е легендарна не само заради това, че е първата след превземането на Константинопол от османците, но и заради това че в нея се извършвал най-важния османски държавнически церемониален акт в историята на Османската империя – препасването на новоизбрания османски султан, а после халиф и падишах – с меча на Осман. След тази едновременно регалийна и военна коронация, султанът се отправял на лодка към двореца Топкапъ под погледите и приветствията на поданиците си.

## История
Еюп Султан джамия е построена по заповед на султан Мехмед II Фатих в периода 1453 – 1458 г. извън крепостните стени на града по това време. Посвещаването на храма е обвито в легенди, подобни за тази на първите османци. Една от тях предава, че издигането на първата джамия в Константинопол е на гробището на обсаждащите Константинопол през 674 г.
Джамията вероятно е засегната от земетресенията във вековете и през 1798 – 1800 г. е основно реконструирана и с нови минарета. Около джамията има тюрбета, медресе и турска баня. В тюрбетата около джамията почиват редица османски деятели, най-вече от 16 век. Сред тях са Аяс Мехмед паша фаворизирал Роксолана, велик везир и участник в битката при Чалдиран и Мохач, както и в османското завоюване на светите места и Египет. В друго тюрбе са погребани Мехмед паша Соколович, Айше Сенийепервер Султан и други членове или близки на османската династия.